# Karl Sander (Architekt)
Karl Sander war ein deutscher Architekt, der in Bedburg im Rheinland lebte und arbeitete. Er entwarf in den 1950er- und 1960er-Jahren unter anderem rund 20 evangelische Kirchen.

## Bauten und Entwürfe
- 1950–1951: Christuskirche in Zieverich
- 1954 (1. Bauabschnitt), 1958 (2. Bauabschnitt): Vertriebenensiedlung in Oberembt, Im Broich / Auf dem Weihberg, ergänzt 1960 (3. Bauabschnitt) um evangelisches Gemeindezentrum / Kirche (Glockenturm erst 1970 errichtet nach Entwurf Sanders von 1965)
- 1954–1955: Kreuzkirche in Nievenheim
- 1955–1956: Erlöserkirche in Niederaußem (ebenso der Erweiterungsbau von 1964/1965)
- 1957–1958: Friedenskirche in Grefrath
- 1957–1958: Versöhnungskirche in Oedt
- 1957–1959: Friedenskirche in Bedburg
- 1963: Auferstehungskirche in Kaarst (Bauleitung durch Architekt Kussler, Neuss)
- 1968–1969: Petrikirche in Quadrath-Ichendorf (Stadtteil von Bergheim)

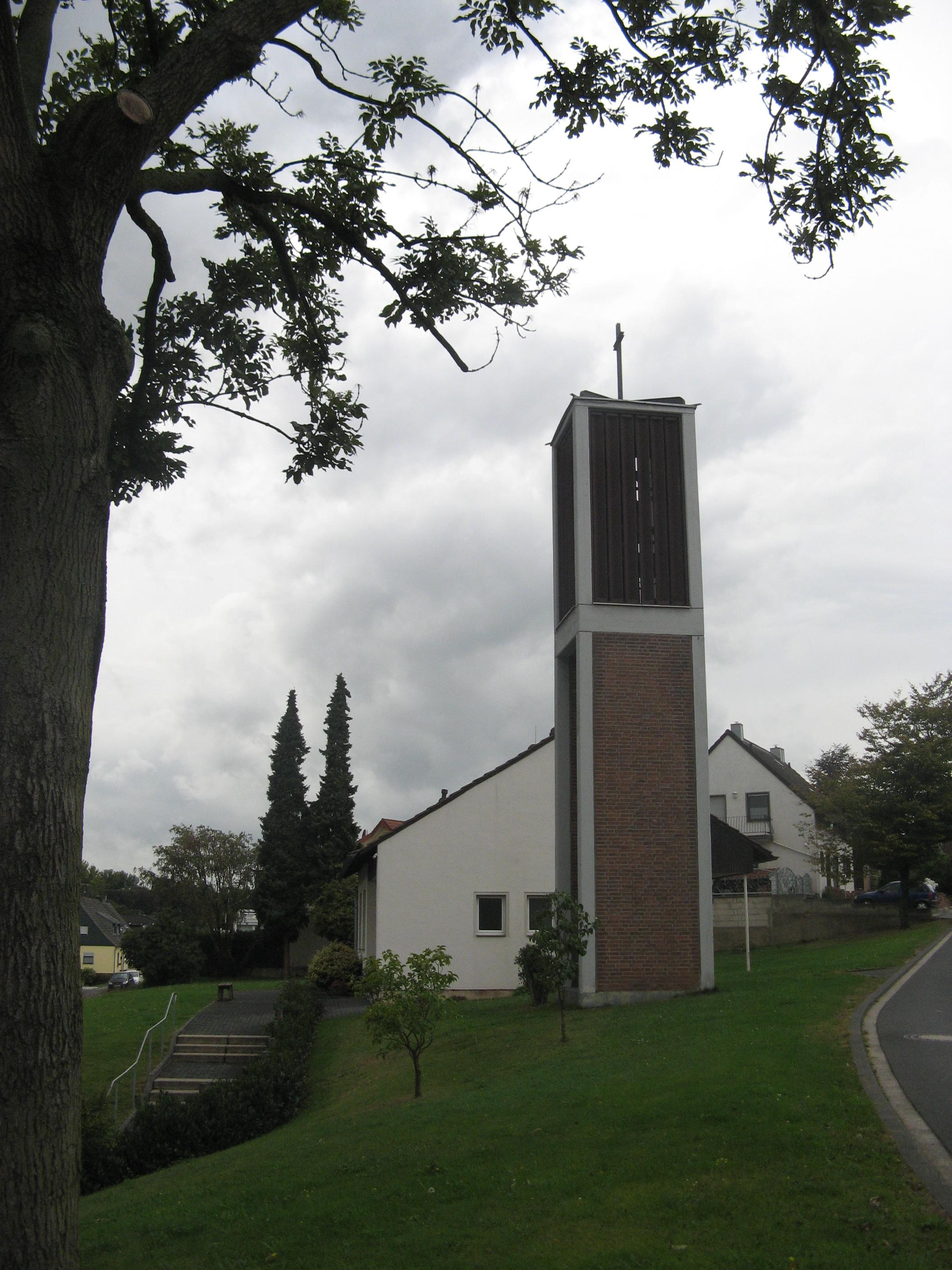
Evangelische Kirche in Oberembt
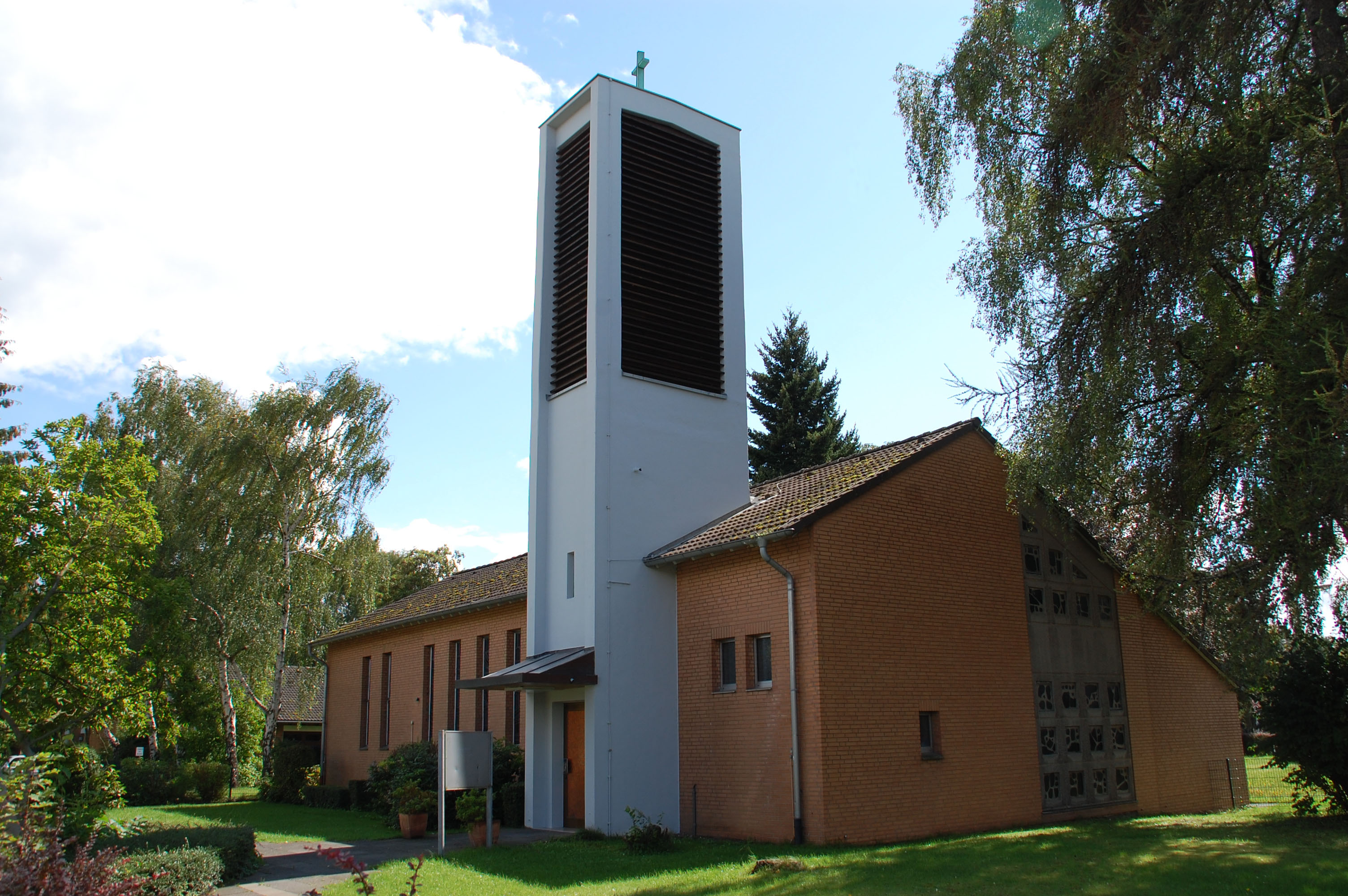
Erlöserkirche in Niederaußem
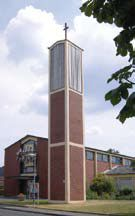
Petrikirche in Quadrath-Ichendorf

| Personendaten    | Personendaten       |
| ---------------- | ------------------- |
| NAME             | Sander, Karl        |
| KURZBESCHREIBUNG | deutscher Architekt |
| GEBURTSDATUM     | 20. Jahrhundert     |